# Mohawks de Muskegon
Les Mohawks de Muskegon sont une franchise de hockey sur glace ayant évolué dans la Ligue internationale de hockey.

## Historique
L'équipe a été créée en 1965 à Muskegon au Michigan à la suite de l'achat des Zephyrs de Muskegon et évolua durant 19 saisons dans la LIH, remportant la Coupe Turner en 1968. Au terme de la saison 1983-1984, la concession est vendue à nouveau et prend le nom des Lumberjacks de Muskegon.

### Saisons en LIH
Note: PJ : parties jouées, V : victoires, D : défaites, N : matchs nuls, DP : défaite en prolongation, DF : défaite en fusillade, Pts : Points, BP : buts pour, BC : buts contre, Pun : minutes de pénalité
| Saison    | PJ | V  | D  | N  | Pts | Classement             | Séries éliminatoires         | Entraîneur                           |
| --------- | -- | -- | -- | -- | --- | ---------------------- | ---------------------------- | ------------------------------------ |
| 1965-1966 | 70 | 46 | 19 | 5  | 97  | 1er rang LIH           | Défaite en demi-finale       | Morris Lallo                         |
| 1966-1967 | 72 | 27 | 43 | 2  | 56  | 6e rang LIH            | Hors des séries              | Morris Lallo                         |
| 1967-1968 | 72 | 43 | 17 | 12 | 98  | 1er rang LIH           | Champion de la Coupe Turner  | Morris Lallo                         |
| 1968-1969 | 72 | 34 | 29 | 9  | 77  | 3e rang LIH            | Finaliste de la Coupe Turner | Morris Lallo                         |
| 1969-1970 | 72 | 46 | 18 | 8  | 100 | 1er rang division Nord | Défaite en demi-finale       | Morris Lallo                         |
| 1970-1971 | 72 | 43 | 24 | 5  | 91  | 1er rang LIH           | Défaite en 1re ronde         | Morris Lallo                         |
| 1971-1972 | 72 | 49 | 21 | 2  | 100 | 1er rang division Nord | Finaliste de la Coupe Turner | Morris Lallo                         |
| 1972-1973 | 74 | 36 | 34 | 4  | 76  | 4e rang division Nord  | Hors des séries              | Bryan McLay Morris Lallo             |
| 1973-1974 | 76 | 44 | 26 | 6  | 94  | 1er rang division Nord | Défaite en 1re ronde         | Morris Lallo                         |
| 1974-1975 | 75 | 48 | 24 | 3  | 99  | 1er rang division Nord | Défaite en demi-finale       | Morris Lallo                         |
| 1975-1976 | 78 | 34 | 31 | 13 | 81  | 4e rang division Nord  | Défaite en 1re ronde         | Morris Lallo                         |
| 1976-1977 | 78 | 31 | 36 | 11 | 73  | 4e rang division Nord  | Défaite en 1re ronde         | Bryan McLay Morris Lallo             |
| 1977-1978 | 80 | 27 | 42 | 11 | 65  | 5e rang division Nord  | Défaite en 1re ronde         | Morris Lallo Bryan McLay Gerry Moore |
| 1978-1979 | 80 | 15 | 58 | 7  | 37  | 5e rang division Nord  | Hors des séries              | Gerry Moore                          |
| 1979-1980 | 80 | 29 | 43 | 8  | 66  | 5e rang division Nord  | Défaite en 1re ronde         | Gerry Moore                          |
| 1980-1981 | 82 | 28 | 45 | 9  | 65  | 4e rang division Ouest | Défaite en 1re ronde         | Gerry Moore Ted Garvin               |
| 1981-1982 | 82 | 30 | 49 | 3  | 64  | 7e rang LIH            | Hors des séries              | Poul Popiel Gerry Moore              |
| 1982-1983 | 82 | 29 | 41 | 12 | 71  | 3e rang division Ouest | Défaite en 1re ronde         | Doug McKay                           |
| 1983-1984 | 82 | 19 | 58 | 5  | 46  | 7e rang LIH            | Hors des séries              | Doug McKay                           |